# Blowpipe
Blowpipe je protiletadlový raketový komplet velmi krátkého dosahu zavedený do výzbroje britských ozbrojených sil roku 1975. Do své výzbroje jej zařadily ozbrojené síly dalších zemí, například Argentiny, Chile a Kanady. Slouží k ničení letadel, vrtulníků a sekundárně může být využit i proti pozemním cílům. Minimální dosah kompletu je 500 metrů a maximální 3500 metrů. Celkem bylo vyrobeno 34 382 řízených střel Blowpipe.
Na rozdíl od ostatních protiletadlových kompletů své generace nebyla střela Blowpipe naváděna pomocí infračerveného senzoru, ale manuálně řízena operátorem. Prvním bojovým nasazením komplet prošel ve válce o Falklandy roku 1982. Jeho výkony byly velmi špatné a Britové s ním dosáhli pouhých dvou sestřelů, takže jej urychleně začali nahrazovat modernějším kompletem Javelin.
V praxi se totiž ukázalo, že zvolené navádění mělo řadu nevýhod. Systém vyžadoval zkušené operátory, jeho přesnost rychle klesala se stoupající vzdáleností, předpoklad vyšší účinnosti proti přilétajícím letounům se nenaplnil, rádiový povelový systém byl zranitelný vůči rušení a byl detekovatelný varovnými systémy. Zasáhnout rychlý a obratný bojový letoun manuálně řízenou střelou se ukázalo být téměř nemožné. Bojovou účinnost střely dále snižovala absence přibližovacího zapalovače. Proto se Blowpipe stala nejméně účinnou bojově nasazenou přenosnou protiletadlovou řízenou střelou.

## Historie

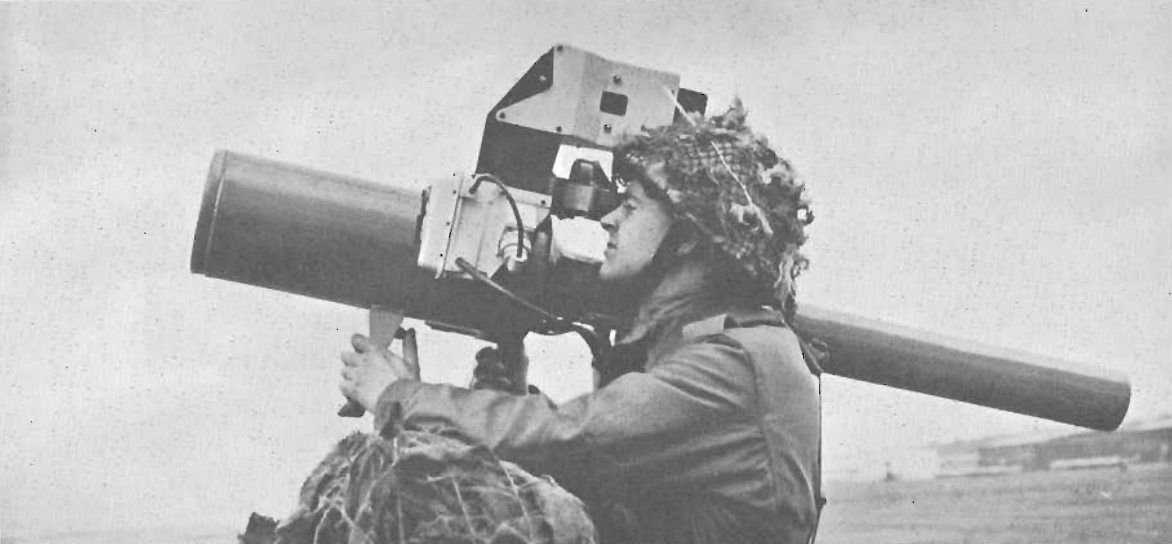
Střelec se střelou Blowpipe

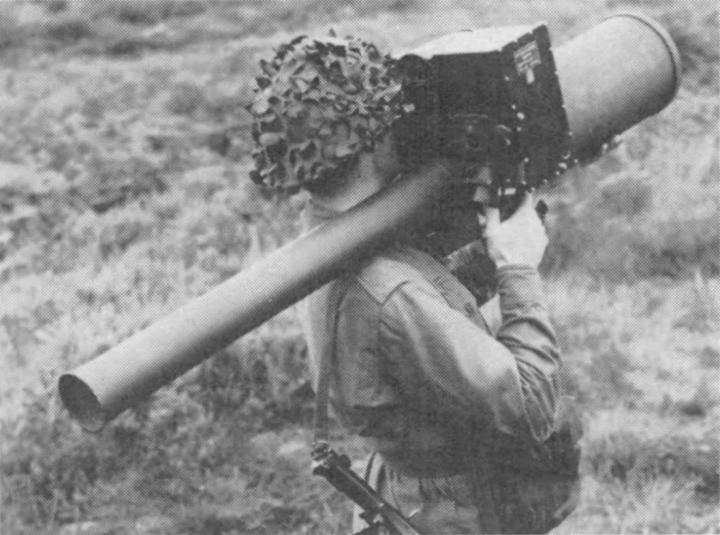
Testování střely Blowpipe

Od konce padesátých let armády hlavních vojenských mocností zkoumaly možnosti obrany pěchoty proti stále výkonnějším proudovým letounům. Nejlepším řešením se ukázal vývoj přenosných protiletadlových raketových kompletů. V případě amerických a sovětských kompletů FIM-43 Redeye a 9K32 Strela-2 byl důraz kladen na jednoduchost konstrukce a snadnou obsluhu, takže pro ně bylo zvoleno infračervené navádění. To však umožňovalo postřelovat pouze odlétající letouny, u kterých infračervené čidlo mohlo sledovat jejich trysky. Britové zvolili složitější řešení s manuálním naváděním prostřednictvím operátora, umožňující vypuštění střely i na přilétající letoun.
Britská společnost Short Brothers (později Thales) začala svůj protiletadlový komplet vyvíjet na počátku šedesátých let na vlastní náklady. První úspěšný zkušební odpal prototypu proběhl roku 1965. Roku 1966 britské ministerstvo obrany vypsalo požadavky na přenosný protiletadlový komplet. Z přihlášených konstrukcí roku 1968 vybralo projekt Short Brothers a kompletu přidělilo označení Blowpipe. V té době systém potřeboval ještě řadu let vývoje. Práce přitom probíhaly pomalu, takže by program kritizován na půdě parlamentu. Roku 1972 byly dokončeny jeho tovární a vojskové zkoušky, přičemž byla objednána i předsériová výroba. V roce 1973 komplet objednala Kanada jako první zahraniční uživatel. Plná sériová výroba kompletu Blowpipe začala roku 1974. Až roku 1975 byl vývoj kompletu dokončen a Blowpipe byl přijat do služby. Některé problémy však přetrvávaly. (např. 10 % zapalovačů bylo vadných) a problémy provázelo i zavádění systému do britských ozbrojených sil.
Roku 1979 společnost Short Brothers zahájila vývoj vylepšené verze systému Blowpipe Mk.2, nakonec zařazené do služby pod označením Javelin (neplést si s americkou protitankovou střelou FGM-148 Javelin). Oba komplety využívaly stejné odpalovací zařízení a zaměřovací jednotku. Javelin se lišil především účinnějším poloautomatickým naváděním na záměrnou SACLOS (Semi Automatic Command to Line of Sight), takže operátor pouze udržoval cíl v zaměřovači a řízení samotné střely zajistila naváděcí jednotka.
Několik dalších verzí systému bylo neúspěšných. Americká společnost Northrop vyvinula vylepšenou licenční verzi střely Blowpipe s poloaktivním laserovým navedením jako soupeře pro americké střely FIM-92 Stinger. Americké ozbrojené síly si vybraly Stinger, takže střela nebyla objednána.
Společnost Short Brothers vyvinula systém SLAM: čtyřnásobné odpalovací zařízení střely Blowpipe umístěné na velitelské věži ponorek. Jeho hlavním úkolem byla obrana proti vrtulníkům. Roku 1972 byl systém testován na konvenční ponorce HMS Aeneas (P427). Krátce byl ve výzbroji izraelských ponorek třídy Gal. Neúspěšné bylo rovněž odpalovací zařízení určené pro vozidla (testováno na obrněném transportéru M113).
Výroba kompletu Blowpipe byla ukončena roku 1993. Celkem bylo dodáno přibližně 3000 naváděcích jednotek a 34 382 samotných střel.

## Konstrukce

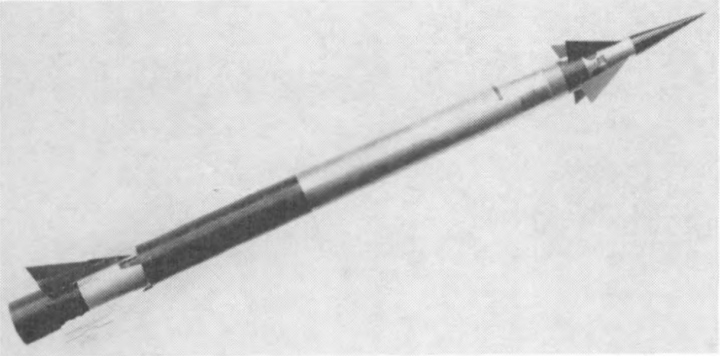
Střela Blowpipe

Systém Blowpipe je tvořen hermeticky uzavřeným přepravním a odpalovacím kontejnerem se střelou a naváděcí jednotkou, ke které se připíná. Řízená střela Blowpipe má na přídi přibližovací a kontaktní zapalovače a naváděcí systém, uprostřed je bojová hlavice a v zadní části dvoustupňový raketový motor. Na přídi střely jsou čtyři trojúhelníkové řídící plochy a na zádi čtyři pevné ocasní plochy, rovněž ve tvaru delta. Střela mohla nést dva druhy bojových hlavic: vysoce explozivní High Explosive (HE) a tandemová High Explosive, Dual-Purpose (HEDP), schopná prorazit i slabší pancéřování. Střela byla vybavena pouze kontaktním zapalovačem, takže nevybuchla pokud skutečně fyzicky nezasáhla svůj cíl.
Z přepravního kontejneru střela Blowpipe startuje pomocí raketového motoru na pevné pohonné látky Royal Ordnance/Imperial Metal Industries s dobou hoření 0,2 vteřiny. Poté se zažehne letový raketový motor Crake. Za letu se střela částečně stabilizována rotací. Střela má manuální navádění na záměrnou MCLOS (Manual Command to Line Of Sight) s rádiovým přenosem signálu. Obsluha kompletu je dvoučlenná. Střelec střelu odpaluje z pravého ramene a zajišťuje i její navádění. Cíl sleduje optickým zaměřovačem a přitom letící střelu řídí pomocí palcem ovládaného spínače. S vyhledávání cílů mu přitom pomáhá velitel. Po vypuštění střely je prázdný odpalovací kontejner nahrazen novým.

## Služba

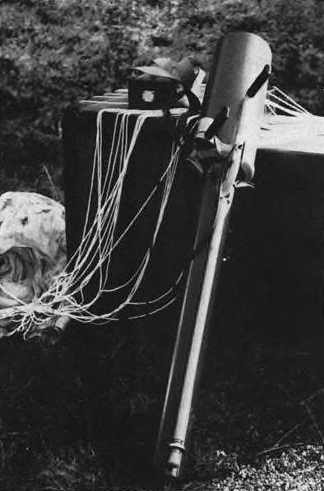
Přepravní a odpalovací kontejner střely Blowpipe

Bojový křest systém Blowpipe prodělal roku 1982 ve válce o Falklandy. Nasadily jej obě strany konfliktu, ale bylo to fiasko. Celkem bylo vypuštěno více než 200 střel Blowpipe. Samotní Britové vypustili 95 střel, přičemž dosáhli jediného sestřelu argentinského lehkého bojového letounu Aermacchi MB-339. Jediného úspěchu dosáhli také Argentinci. Jejich obětí byl britský Harrier GR.3. Argentinské letouny nenesly žádné varovné, ani rušící systémy, přesto proti nim byl systém neúčinný. Ještě horší vyhlídky by měl proti mnohem lépe vybaveným letounům armád Varšavské smlouvy. Výkony systému byly tak špatné, že Britové po válce začali s jeho vyřazováním.
Velká Británie část svých střel dodala prostřednictvím tajných služeb mudžáhidům bojujícím proti Sovětskému svazu ve válce v Afghánistánu. Jejich účinnost v rukou nedostatečně vycvičených obsluh byla ještě nižší, než ve válce o Falklandy. Mudžáhidi Brity informovali, že od nasazení střel Blowpipe proti vzdušným cílům zcela upustili po dvanácti neúspěšných výstřelech na sovětské vrtulníky. Raději je proto využívali k útokům na pozemní cíle. Poslední odpal střely Blowpipe byl v této oblasti zaznamenán až v květnu 2012. Není však doloženo, že by je Tálibán někdy nasadil v afghánské válce.
Kanadské námořnictvo ve válce v Zálivu nasadilo střely Blowpipe při obraně svých plavidel. Celkem bylo vypuštěno 27 střel, z nichž plná třetina selhala. Stejně jako ve Velké Británii zkušenost s nasazením střely vedla k její urychlené náhradě modernějším kompletem Javelin.
Ekvádor nasadil své střely Blowpipe roku 1995 v pohraniční válce s Peru. Údajně se jim podařilo sestřelit několik peruánských vrtulníků.

## Verze
- Blowpipe – Hlavní verze střely.
- Blowpipe Mk.2 – Vylepšená verze střely zavedená pod označením Javelin.
- SLAM (Submarine Launcher Air Missile) – Čtyřnásobné odpalovací zařízení pro ponorky.

## Uživatelé

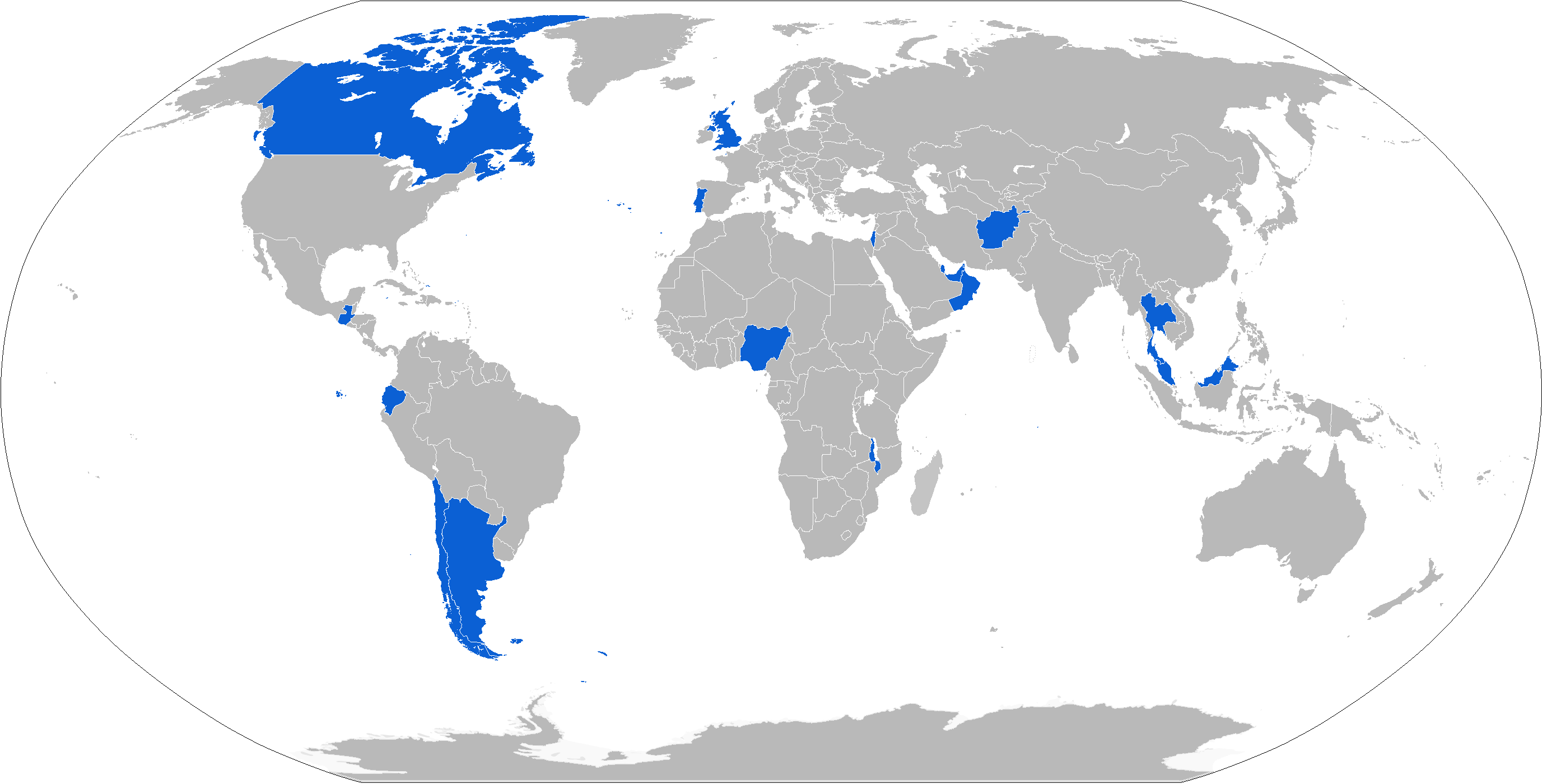
Uživatelé kompletu Blowpipe

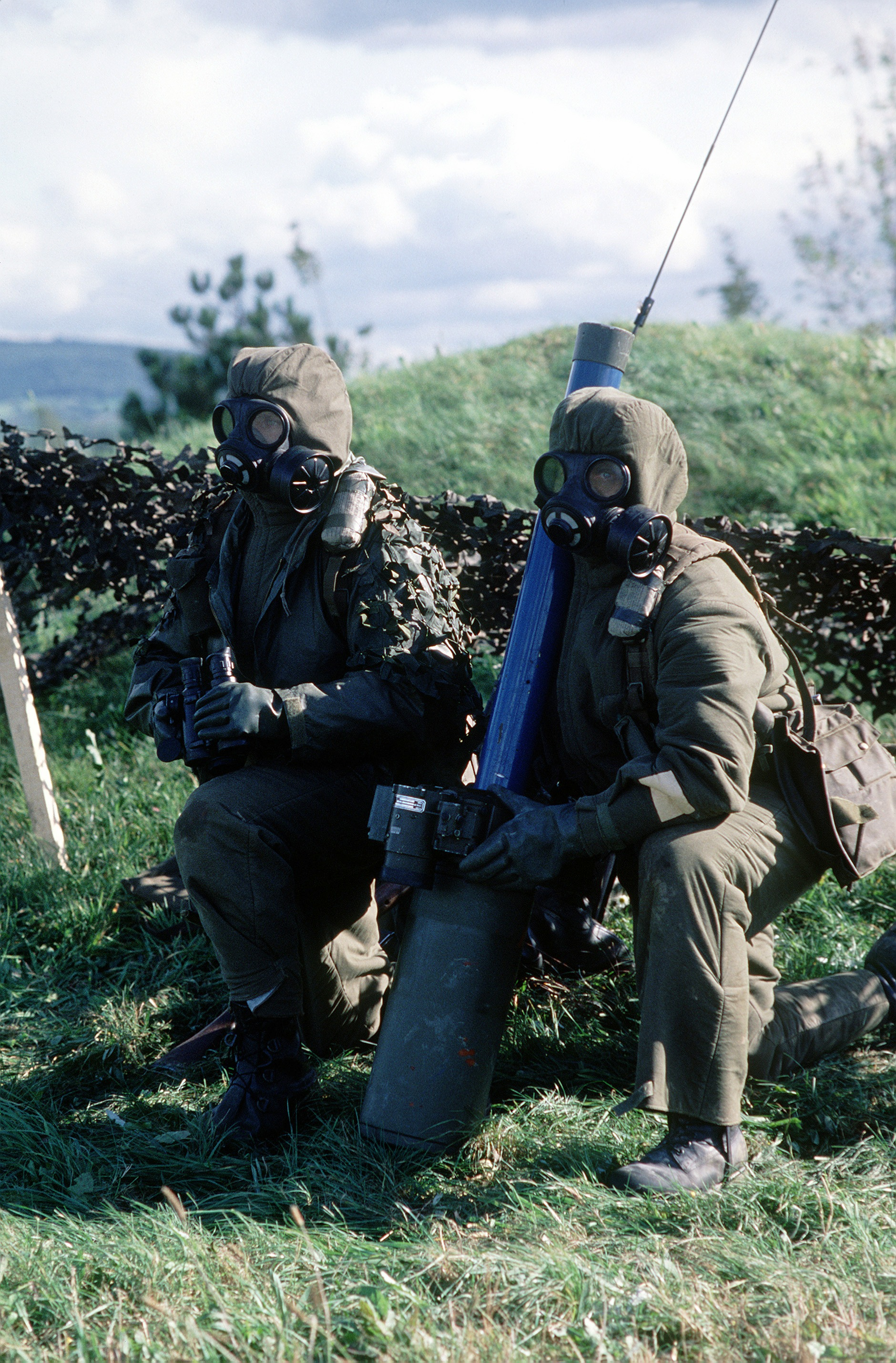
Střela měla dvoučlennou obsluhu

### Aktivní
- Afghánistán[2]
- Argentina[1]
- Ekvádor – Dodány Velkou Británií vyřazené střely.[1]
- Guatemala – Dodány Velkou Británií vyřazené střely.[1]
- Chile – Dodány Velkou Británií vyřazené střely.[1]
- Izrael
- Kanada – První zahraniční uživatel a zároveň druhý největší uživatel. Dodávky od roku 1974. Vyřazeny.[1]
- Katar – Dodány Velkou Británií vyřazené střely.[1]
- Malajsie – Dodány Velkou Británií vyřazené střely.[1]
- Malawi – Dodány Velkou Británií vyřazené střely.[1]
- Nigérie – Dodány Velkou Británií vyřazené střely.[1]
- Omán[1]
- Portugalsko Vyřazeny.[2]
- Spojené arabské emiráty – Dodány Velkou Británií vyřazené střely.[1]
- Thajsko[1]
- Spojené království – Hlavní uživatel. Od roku 1975. Vyřazeny 1985.[2]

## Technická data
Údaje podle
- Délka střely: 1,39 m
- Průměr střely: 76 mm
- Rozpětí křídel: 0,28 m
- Hmotnost střely: 14 kg
- Hmotnost celého kompletu: 22 kg
- Hmotnost bojové hlavice: 1,81 kg
- Rychlost: 1,5 M
- Účinný dostřel: 0,5–3,5 km
- Výškový dostřel: 2 km